# سباستیان کوئردو
سباستیان کوئردو (انگلیسی: Sebastián Cuerdo؛ زادهٔ ۱۹ اکتبر ۱۹۸۳) بازیکن فوتبال اهل آرژانتین است.
از باشگاه‌هایی که در آن بازی کرده‌است می‌توان به باشگاه فوتبال ریور پلاته و باشگاه فوتبال آرسنال ساراندی اشاره کرد.